# C.L. David
Christian Ludvig Julian David (født 30. juli 1878 i Roskilde, død 18. april 1960 i Hellerup) var en dansk højesteretssagfører, legatstifter og kunstsamler.

## Ungdom
David var eneste søn af overingeniør Johannes Hage Christian David og Magdalene Juliane f. Hagen. Han voksede op i en velhavende borgerfamilie som barnebarn af nationaløkonom og politiker C. N. David og oldebarn af en rig, jødisk grosserer, J. N. David. Hans bedstefar havde brudt med familiens jødiske baggrund og var konverteret til kristendommen.
David arvede sammen med sine to søstre en større formue ved sine forældres forholdsvis tidlige død. Han blev student fra Metropolitanskolen i 1897 og cand.jur. i 1903 med studier i London. I 1906 blev han overretssagfører og avancerede allerede i 1911 som 33-årig til højesteretssagfører. Han oprettede i fællesskab med overretssagfører Axel Bang et større sagførerfirma, men måtte forlade firmaet i 1915 som følge af rygter om en affære med hans kompagnons svigerdatter.
Som selvstændig procederende sagfører fik David tildelt flere betydningsfulde sager, bl.a. forsvaret af bankdirektør Emil Glückstadt i retssagen efter Landmandsbankens krak i 1922.

## Erhvervsjuristen
David var særligt engageret i erhvervslivet som bestyrelsesmedlem og juridisk sagkyndig for adskillige store danske aktieselskaber, bl.a. Aarhus Oliefabrik, Den kongelige Porcelainsfabrik, Gyldendalske Boghandel og Vølund. Han opkøbte aktier i disse selskaber og forøgede derved sin formue betydeligt. Særlig vigtig i den henseende var aktieposten i De Forenede Vagtselskaber, hvori David var bestyrelsesformand. Igennem opkøb af vægterselskaber i Norge og Sverige samt tilknytning af rengøringsselskaber udviklede virksomheden sig til en stor, multinational gruppe, der senere samledes under navnet ISS.

## Kunstsamleren
David er først og fremmest kendt som legatstifter samt stifter og formand af Davids Samling, som bl.a. rummer islamisk kunst. Samlingen blev indrettet i hans hjem i Kronprinsessegade 30 i København, som han købte i 1917. Huset var opført og tegnet af stadskonduktør J. H. Rawert i 1806-1807 og var oprindeligt ejet af Davids oldefar, J. N. David. David lod huset ombygge i 1918-1920 under ledelse af arkitekt Carl Petersen. Tagets rejsning blev øget, således at tre rum til kunstsamlingen kunne tilføjes på fjerde etage. Efter Carl Petersens død i 1923, overlod David indretningen af et galleri til den keramiske samling til dennes elev Kaare Klint.
Davids kunstinteresse gjorde ham ligeledes til formand for Kunstindustrimuseet og for selskabet Kunstindustrimuseets Venner. Han blev Ridder af Dannebrog i 1927, Dannebrogsmand i 1936 og kommandør i 1958.

## Privat
David levede et tilbagetrukkent og stille privatliv omgærdet af mystik. Han var i kraft af sin sagførervirksomhed og sin enorme formue en berømt mand i Danmark. Han forblev ugift, men menes at have haft en kort affære med forfatter Kate Bang. Han testamenterede hende ved sin død en mindre pengesum samt et værdifuldt service fra sin kunstsamling. Han overlod imidlertid størstedelen af sin formue til sine legater og til Davids Samling og donerede sit landsted Marienborg som bolig for stats- eller udenrigsministeren.
Davids interesse for kunst eksisterede allerede i hans ungdom. Kunsten var synlig i hans barndomshjem, og han var desuden særligt knyttet til sin gudmor, billedhugger og maler Agnes Lunn, som ifølge Davids egne ord "stod fadder til min kunstinteresse, ligesom hun havde stået fadder til mig selv."
David døde 18. april 1960 og ligger begravet i Marienborgs have.